# ميغان مايهيو بيرغمان
ميغان مايهيو بيرغمان (بالإنجليزية: Megan Mayhew Bergman)‏ (23 ديسمبر 1979)؛ روائية أمريكية.